# 他尼普隆
他尼普隆（英语：Taniplon）是一种来自咪唑并喹唑啉类药物的非苯二氮䓬类抗焦虑药。
他尼普隆与GABAA受体上的苯二氮䓬位点强烈结合，对动物具有类似的抗焦虑作用，但镇静或肌肉松弛作用较弱。